# Данилов, Александр Анатольевич (футболист)
Алекса́ндр Анато́льевич Дани́лов (бел. Аляксандр Анатолевіч Данілаў; 10 сентября 1980, Гомель) — белорусский футболист, полузащитник.

## Карьера
Карьеру начинал в гомельской СДЮШОР-8, под руководством известных в Беларуси наставников — Виктора Короткевича и Владимира Агеева. Затем перешёл во взрослую команду ФК «Гомель», где с небольшим перерывом играл вплоть до 2005 года. После выступал за харьковский «Металлист». 31 декабря у него закончился контракт с клубом. Последний матч за «Металлист» провёл 1 декабря 2007 в матче с «Закарпатьем» (1:0). В 2008 году перешёл в «Металлург» Донецк, заключил контракт на три года по системе 2+1. Первый матч провёл 2 марта 2008 года против запорожского «Металлурга» (0:1).
В Беларусь вернулся осенью 2011 года и сезон завершил в составе «Гомеля». В начале марта 2012 подписал двухгодичный контракт с минским «Динамо». Играл в основном составе команды. Иногда выходил в качестве левого защитника, но чаще всего использовался на фланге полузащиты. В мае 2013 года получил травму, в июле вернулся в состав. За два сезона футболист провёл в составе минчан 56 матчей в разных турнирах. На его счету 3 забитых мяча и 8 результативных передач. В начале января Данилов покинул столичный клуб в связи с окончанием контракта.
В марте 2015 года вернулся в «Гомель». Стал одним из лидеров команды, играл на позиции левого защитника. По окончании сезона принял решение о завершении карьеры.
В начале 2017 года возобновил карьеру в латвийском клубе «Бабите». Летом покинул распоряжение клуба.

## Достижения
- Чемпион Беларуси (1) 2003
- Бронзовый призёр чемпионата Беларуси (3): 2011, 2012, 2013
- Обладатель Кубка Беларуси (1): 2002
- Бронзовый призёр чемпионата Украины (1): 2006/07